# 曹同統
曹同統，字能绍，巢县人。清朝政治人物、同進士出身。

## 生平
順治九年（1652年）壬辰科進士，授怀庆推官，历官东昌府同知。有《容庵诗集》。